# Троїцьке (Молдова)
Троїцьке (рум. Troițcoe) — село в Молдові в Чимішлійському районі. Утворює окрему комуну. Розташоване поблизу кордону з Україною.

## Історія села
В 1827 р. близько 30 відставних солдатів заснували в Бендерському повіті село Троїцьке. В 1828 р. сюди переселились 226 осіб чоловічої статі —  державних селян-переселенців з Курської, Орловської та Рязанської губерній.
Існують декілька версій назви села. Одна з них, що сюди прийшли батько з двома синами і тому воно називалось Троецкое (рос.), за іншою версією перші поселенці з'явились тут в день Святої Трійці. Також є версія про те, що російські переселенці так назвали село тому що в кожній з губерній (Курській, Орловській та Рязанській) були однойменні поселення.